# Friedrich Christian Karl von Holwede
Friedrich Christian Karl von Holwede (* 19. April 1725 in Lochtum; † 1. Februar 1797 in Bromberg) war ein preußischer Generalmajor und Chef des Infanterieregiments „von Brühl“.

## Leben

### Herkunft
Seine Eltern waren der preußische Kapitän Heinrich Christian von Holwede (1684–1739) und dessen Ehefrau Catharina Louise, geborene von König (1694–1740) aus dem Hause Lochtum. Der Generalmajor Ferdinand Friedrich Albrecht Gottlieb von Holwede war sein Bruder.

### Militärkarriere
Holwede wurde 1740 zunächst Page beim preußischen König Friedrich II. Am 6. Januar 1747 kam er als Fähnrich in das Infanterieregiment „Jung-Braunschweig“ und avancierte bis Anfang September 1748 zum Sekondeleutnant. Im Siebenjährigen Krieg nahm er an den Schlachten von Kolin, Leuthen und Hochkirch teil. Bis Ende November 1762 stieg Holwede zum Kapitän und Kompaniechef auf.
Nach dem Krieg erhielt er am 9. September 1769 den Befehl an den Manövern bei Potsdam teilzunehmen. Am 1. Oktober 1774 wurde er Major und nahm am Bayerischen Erbfolgekrieg teil. Am 24. Mai 1784 erfolgte die Beförderung zum Oberstleutnant. Am 10. Februar 1786 erhielt er die Präbende von Cammin an Stelle des verstorbenen Majors Marschall von Bieberstein. Kurz danach am 11. März 1787 wurde Holwede zum Oberst befördert und am 1. April 1792 zum Chef des Infanterieregiments „von Brühl“ ernannt. In dieser Stellung erfolgte mit Patent vom 22. Mai 1792 am 20. Mai 1792 seine Beförderung zum Generalmajor. Holwede nahm mit seinem Verband 1794/95 an der Niederschlagung des Kościuszko-Aufstandes teil. Am 4. November 1796 erhielt er auf Grund von Krankheit seine Demission mit einer Pension von 1000 Talern jährlich. Er starb am 1. Februar 1797 in Bromberg.
Während des Krieges von 1794 konnte sich das Regiment unter Holwede so sehr auszeichnen, dass der König Friedrich Wilhelm III. dem Regiment einen eigenen Grenadiermarsch verlieh.

### Familie
Er war mit Christiane Friederike von Schulze (1744–1801) verheiratet. Das Paar hatte folgende Kinder:
- Karoline Christiane Friederike (* 1769) ⚭ Jakob Heinrich von Linstow, preußischer Major im Infanterieregiment „von Manstein“
- Wilhelm Heinrich Ferdinand (* 1773), diente im Dragonerregiment „von der Osten“ und dimittierte am 11. September 1802
- Wilhelmine († 1792) ⚭ Heinrich Wilhelm von Horn (1762–1829)